# Telescopium telescopium
Telescopium telescopium (em inglês telescope mud creeper, telescope-shell creeper, telescope snail ou mangrove whelk; em malaio rodong ou berongan) é uma espécie de molusco gastrópode estuarino pertencente à família Potamididae. Foi classificada por Linnaeus, com o nome de Trochus telescopium, em 1758, sendo a única espécie de seu gênero (táxon monotípico). É nativa do Indo-Pacífico.

## Descrição da concha e hábitos
Concha em forma de torre cônica e de coloração marrom forte, com as primeiras voltas mais claras e com frequentemente suas linhas espirais em relevo também acompanhadas por uma faixa de tonalidade mais clara. Apresentam sua base arredondada ou quase achatada, com linhas espirais, e possuem dimensões de até 10 centímetros quando desenvolvidas. Seu lábio externo é fino e curvo, apresentando em sua base um canal sifonal curto e bordo basal da columela retorcido. O topo da espiral pode apresentar-se danificado. Seu opérculo é córneo, marrom e dotado de círculos concêntricos como relevo.

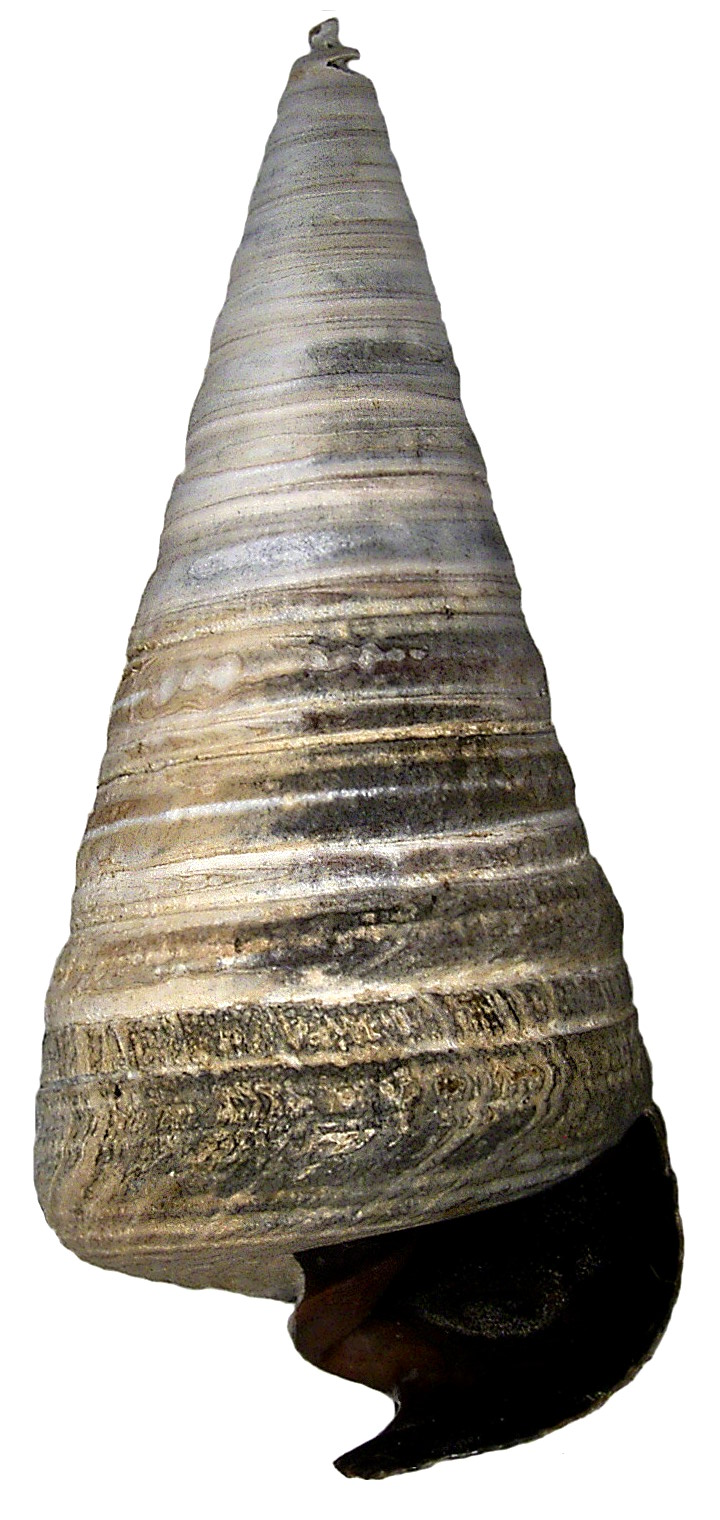
Concha de T. telescopium (Photo: U.Schmidt, 2009).
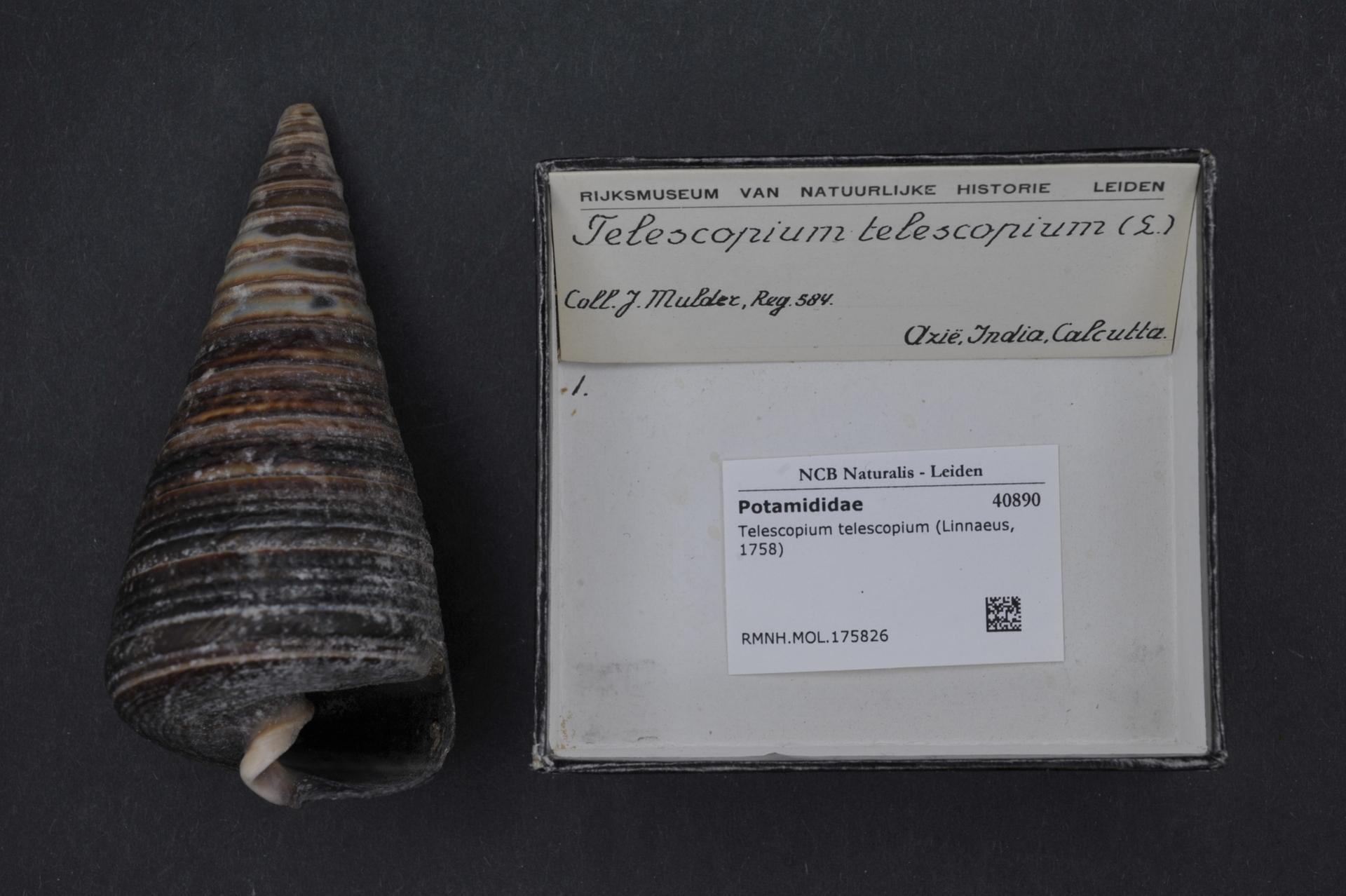
T. telescopium exposto em museu, coletado em Calcutá.

Este molusco habita a zona entremarés, em substrato enlameado, tanto dentro quanto fora das florestas de manguezal; sendo ativos durante a maré vazante e geralmente comuns em áreas expostas, em pequenas valas, piscinas rasas ou canais, onde se alimentam de detritos orgânicos e algas, ou entre os pneumatóforos de manguezais, contribuindo para o ecossistema do mangue. O padrão de sua concha geralmente fica escondido sob a lama e também pode apresentar-se com outros animais incrustados em sua superfície.

## Distribuição geográfica
Telescopium telescopium ocorre na região estuarina do Indo-Pacífico, em sua área tropical oeste e principalmente no Sudeste Asiático, indo do oceano Índico, passando por Madagáscar e Quénia, Paquistão, Índia, ilhas Andamão, Tailândia, Singapura, Indonésia, Calimantã, Sonda, Malásia, Filipinas e Papua Nova Guiné, até a região de Cairns (em Queensland, Austrália, ocupando a região norte e nordeste deste país), onde se encontra uma escultura da concha do animal cortada pela metade, feita pelo artista Dominic Johns, com os dizeres: "O búzio de lama de mangue (Telescopium telescopium) foi, no passado, uma importante fonte de alimento para os povos indígenas locais e uma fonte de estímulo visual para os turistas e moradores locais que gostam de vaguear pelas bordas das marés".
É recolhido para a culinária no sudeste da Ásia e Indonésia, estando a perder seus habitats e com sua população severamente fragmentada; mesmo assim não é rara nas planícies de lama das costas do oceano Índico e do golfo da Tailândia.